# اسید دی‌فنلیک
اسید دی‌فنلیک (به انگلیسی: Diphenolic acid) یک ترکیب شیمیایی با شناسه پاب‌کم ۶۷۱۷۴ است. شکل ظاهری این ترکیب، بلورهای قهوه‌ای است.